# Пітер Янсзон Йонг
Пітер Янсзон Йонг (нід. Pieter Janszoon Jong; нар. 24 лютого 1842, Лютьєбрук, Нідерланди — 13 жовтня 1867, Монтелібретті, Італія) — нідерландський солдат, який прославився в боях в Італії. В молодості він вступив на службу в Папські зуави. Відомий як — «Велетень з Лутджебрука». Цим зуавам довелося захищати Папську державу від гарібальдистів, які прагнули до незалежної і єдиної Італії.
До цього часу голландські католики стали більш свідомими, і в 1866 році на прохання Папи Пія IX вони поставили контингент з — 3181 людини. Ця впевненість у собі особливо поширювалася на такі місця, як Лютьєбрук, католицькі анклави в районах, населених протестантами.
У битві при Монтелібретті 13 жовтня 1867 року Пітер Йонг воював з гарібальдійцями, і коли у нього закінчилися патрони, він убив близько — 14 з них, пробивши їм череп прикладом своєї гвинтівки. Зрештою він теж був убитий.
Його шанували в Лютьєбруку, а його пригоди довгий час були невід'ємною частиною уроків голландської католицької історії в початкових школах.
У Лютьєбруку біля церкви Святого Миколая встановлений монумент в пам'ять про П. Я. Йонга. Головна дорога в селі Лютьєбрук називається — «P. J. Jongstraat». Місцевий футбольний клуб був названий «De Zouaven» на честь П. Я. Йонга.